# .nr
.nr là tên miền quốc gia cấp cao nhất (ccTLD) của Nauru. Tương phản với cách nghĩ của nhiều người, tên miền.nr không miễn phí nếu làm địa chỉ chuyển hướng. Một tên miền .co.nr đã được đăng ký chỉ đơn giản là một trang bỏ đi tên miền con của nó làm chuyển hướng và cũng dành cho những người tin cậy với DNS. Tên miền.nr thật phải trả tiền, và có thể đặt tại CenpacNet, ISP của Nauru.
Việc cài đặt.nr được hoàn thành vào năm 2002 bởi Franck Martin sử dụng một số mã tùy chỉnh.
Cấu hình gốc của tên miền.nr được thực hiện bởi Shaun Moran của Truyền thông ComTech (Úc) vào năm 1998 như một phần của việc kết nối Internet đầu tiên lên đảo. Có một tiến trình tốn nhiều thời gian của IANA để được chứng nhận tên miền.nr và gán nó vào thời điểm đó.

## Các tên miền cấp 2
Có những tên miền cấp 2 chính thức dưới các tên miền cấp 3 được đề xuất bởi nhà đăng ký:
- edu.nr (có giới hạn)
- gov.nr (có giới hạn)
- biz.nr (không giới hạn)
- info.nr (không giới hạn)
- net.nr (không giới hạn)
- org.nr (không giới hạn)
- com.nr (không giới hạn)

Như đã nói ở trên, co.nr không phải là tên miền cấp 2 dưới của việc đăng ký chính thức, mà chỉ là tên miền đã đăng ký nằm dưới tên miền con khác cũng hãng thứ ba.